# Axinaea merianiae
Espèce
Classification phylogénétique
Statut de conservation UICN

 LC  : Préoccupation mineure
Axinaea merianiae est une espèce de plantes à fleurs du genre Axinaea et de la famille des Mélastomatacées.